# Bancolombia
Bancolombia (conosciuto anche come Grupo Bancolombia e in precedenza Banco de Colombia)  è la banca più grande della Colombia per dimensione del suo patrimonio e tra le più grandi dell'America Centrale. Opera anche a Panama, El Salvador, Puerto Rico, le Isole Cayman, Perù e Guatemala con 938 uffici alla fine del 2023. Ha la sede operativa a Medellin, appartiene al Grupo Sura (Grupo de Inversiones Suramericana) che a sua volta fa parte del Grupo Empresarial Antioqueño ed è quotata alla Borsa di Colombia e alla Borsa di New York (Nyse). È una delle sei società bancarie dell'indice COLCAP.

## Storia
Fu fondata il 24 gennaio 1945 da 110 soci
Nel 2013 acquisì HSBC Panamá, la seconda organizzazione finanziaria del paese in termini di partecipazione di mercato con  420.000 clienti e 57 succursali.